# Jean de Gorze
Jean de Gorze, parfois appelé Jean de Vandières, né vers 900 à Vandières, fut abbé de Gorze (968-974), et participa à une ambassade auprès du calife de Cordoue (953). Il est mort le 7 mars 974. 
Bienheureux de l’Église catholique romaine, sa fête est le 20 février, et localement le 13 mai et le 26 février.

## Biographie
Né dans une famille riche et pieuse, Jean reçoit une éducation soignée à Metz puis au monastère bénédictin de Saint-Mihiel. À la mort de son père, il revient assurer la gestion du domaine familial, puis le comte Ricuin lui donne en bénéfice l'église Saint-Pierre de Vandières ; de la même façon, un noble du nom de Warnier lui offre l'église Saint Laurent de Fontenoy-sur-Moselle. 
Jean de Vandières aspire à une vie d'ascèse et cherche sa voie. Il se rend en Italie et visite des monastères. De retour en Lorraine, avec quelques amis clercs comme lui, il envisage d'entrer dans un monastère italien qui serait fidèle à la discipline monastique. Mais l'évêque de Metz Adalbéron, mis au courant de leur projet, leur propose de réaliser leur vœu à Gorze. C'est ainsi qu'en 934, Jean de Vandières et ses amis entrent à l'abbaye de Gorze. Ils vont réformer le monastère et établir la règle bénédictine, permettant bientôt à l'abbaye (à l'époque en terre germanique) de devenir le fer de lance d'une réforme monastique qui s'étendra à tout le Saint-Empire.
En 953, Jean accepte de conduire une ambassade au nom de l'empereur du Saint-Empire Otton Ier auprès du calife de Cordoue, Abd al-Rahman III, mission qui n'était pas sans danger. 
Il finira sa vie abbé de Gorze.
Sa sainteté, que n'illustre aucun miracle de son vivant, n'a été reconnue qu'à l'époque moderne et par les seuls hagiographes bénédictins. Une chapelle dans l'église de Vandières est cependant dédiée au bienheureux Jean de Vandières qui ne fut jamais canonisé par l'Église.
Sa vie a été rapportée par Jean de Saint-Arnoul dans un écrit hagiographique en latin (Historia de vita Johannis Gorzie coenobii abbatis). BnF, Lat. 13766.